# Frederick Brock
Frederick Brock (sinh năm 1901 ở Huddersfield) là một cầu thủ bóng đá, thi đấu cho Huddersfield Town.